# Artificio della regressione
L'artificio della regressione è una tecnica narrativa usata dagli scrittori che si identificavano nella corrente del verismo.
Questa tecnica consiste nell'annullare tutte le radici "colte" del narratore. Il narratore si riduce, cioè, allo stesso piano culturale e morale dei personaggi di cui parla; vengono meno - per esempio - tutte le terminologie colte che possano in qualche modo far rilevare l'autore/narratore in modo evidente rispetto al testo. La regressione è dunque un modo di scrivere in cui il narratore adotta le categorie culturali della comunità che descrive, a tutti i livelli: conoscenze, credenze, lingua, modo di pensare, metafore. Non vi è più il narratore onnisciente che giudica alla maniera di Manzoni, ma il narratore sembra abbandonare le sue conoscenze e la sua morale per regredire alla mentalità paesana.

## In Verga
Questa tecnica è ampiamente usata da Giovanni Verga che per rispettare il principio dell'impersonalità fa ampio uso dell'indiretto libero e di questa tecnica.
Verga narra attraverso una voce che, "rimanendo fuori campo" ed evitando di dare giudizi personali, si limita a riferire i fatti dal punto di vista delle comunità locali (I Malavoglia) e a farsi portatore della mentalità popolare della gente umile e semplice che vive in piccoli paesi del Mezzogiorno d'Italia. Se Émile Zola e i naturalisti cercavano di riprodurre la realtà in maniera oggettiva, Giovanni Verga, per raggiungere il medesimo obiettivo, arriva a scomparire dietro la sua narrazione, in quanto si identifica nelle abitudini, nei gesti, nelle parole di quel "personaggio ideale" e collettivo che è il coro paesano.
Tale ritrarsi di Verga alle spalle dei suoi umili personaggi del Ciclo dei Vinti, che è chiamato dai critici appunto l'Artificio della regressione:
- "regressione" perché la voce narrante regredisce culturalmente al livello dei paesani
- "artificio" perché Verga si nasconde dietro di loro, senza auto cancellarsi (come invece fa Luigi Pirandello nella sua poetica del personaggio "senza autore").

La Lupa, ad esempio, è presentata all'inizio del racconto secondo il punto di vista delle donne del paese: "Le donne si facevano la croce quando la vedevano passare, sola come una cagnaccia". Ne I Malavoglia il narratore popolare si porta sempre sul piano culturale dei personaggi. Ad esempio descrive la tempesta (cap. III) con paragoni che rimandano all'esperienza quotidiana del popolo (come se sul tetto ci fossero tutti i gatti del paese), alle attività rurali (il mare si udiva muggire [...] che pareva [...] i buoi della fiera di S. Alfio), o all'immaginario religioso, che associa il vento al demonio e conferisce alla natura una forza malefica (il vento s'era messo a fare il diavolo..., Ci sono i diavoli per aria!).

Scrive il critico G. Baldi: 